# Олександрович Віктор Іванович
Олександрович Віктор Іванович (12 серпня 1871, Санкт-Петербурзька губернія, Російська імперія — ?) — старшина Дієвої Армії УНР.

## Біографія
Народився у Санкт-Петербурзькій губернії. 
Закінчив Полоцький кадетський корпус (у 1889 році), Михайлівське артилерійське училище (у 1892 році), вийшов підпоручиком до 27-ї артилерійської бригади. Закінчив Михайлівську артилерійську академію (у 1894 році), був приділений до Костянтинівського артилерійського училища для викладацької роботи. Брав участь у Китайському поході 1900–1901 років. Закінчив Санкт-Петербурзький археологічний інститут (у 1907 році). Згодом — командир 5-ї батареї 24-ї артилерійської бригади (місто Луга). З 3 квітня 1915 року — полковник за бойові заслуги. З 12 квітня 1915 року — командир 2-го дивізіону 24-ї артилерійської бригади. З 27 квітня 1916 року — командир 4-го окремого польового важкого артилерійського дивізіону.
З 6 липня 1918 року — на українській військовій службі, старшина для доручень при Головній гарматній управі Армії Української Держави. Станом на 15 лютого 1919 року — помічник начальника артилерії Південно-Західного району Дієвої Армії УНР. 
Подальша доля невідома.